# Hiddensee
Hiddensee er en kommune og en bilfri ø der ligger i Østersøen vest for Rügen. Den hører under Landkreis Rügen i den tyske delstat Mecklenburg-Vorpommern. Øen har tidligere været både under dansk og svensk styre.
De ældste kendte henvisninger til øen stammer fra 1600-tallet, hvor repræsentanter for den svenske regering kortlægger øen og ejerskabsforholdene til jordområderne med henblik på inddrivning af skat. Øen levede af landbrug og fiskeri.
I anden halvdel af 1800-tallet begyndte øen at blive hjemsted for ferierejsende og i starten af 1900-tallet blev øen samlingssted for specielt intellektuelle og kunstnere som samledes her i stort tal.
Den danske stumfilmstjerne Asta Nielsen fik opført et meget markant hus, karakteristisk med sit runde tegltag, som stadigvæk findes på øen i dag. Hun besøgte øen i årene 1925-1933.
En anden markant skikkelse var den tyske forfatter Gerhart Hauptmann som kom på øen i en lang årrække som feriegæst, efterfølgende bosatte han sig på øen frem til sin død. Han er begravet på øens kirkegård og hans hus i byen Kloster er i dag åbent for offentligheden.
Øen består i dag primært af 3 byer, Kloster i nord, Vitte i midten og Neuendorf i syd. Det er muligt at tilrejse øen pr. skib, primært fra Schaprode på Rügen, alternativt fra Stralsund på det tyske fastland. Øen opretholder et forbud mod privatbilisme og antallet af biler er derfor stærkt begrænset.
- Ferdynand Ruszczyc 1897
- Blaue Scheune Vitte
- Asta Nielsens Karusel
- Gerhart Hauptmanns Haus Seedorn Kloster
- Dünenheide naturreservat

- Wikimedia Commons har flere filer relateret til Hiddensee